# Хальбтурн
Хальбтурн (нем. Halbturn) — посёлок (нем. Gemeinde) в Австрии, в федеральной земле Бургенланд. 
Входит в состав округа Нойзидль-ам-Зе.  Население составляет 1884 человека (на 31 декабря 2005 года). Занимает площадь 55,2 км². Официальный код  —  10708.

## Политическая ситуация
Бургомистр коммуны — Петер Нахтнебель (АНП) по результатам выборов 2007 года.
Совет представителей коммуны (нем. Gemeinderat) состоит из 21 места.
- АНП занимает 10 мест.
- СДПА занимает 7 мест.
- Партия BLH занимает 4 места.